# Contemporary Clinical Trials
Contemporary Clinical Trials, abgekürzt Contemp. Clin. Trials, ist eine wissenschaftliche Fachzeitschrift, die vom Elsevier-Verlag veröffentlicht wird. Die Zeitschrift wurde 1980 unter dem Namen Controlled Clinical Trials gegründet und änderte ihn 2005 in Contemporary Clinical Trials. Sie erscheint mit zwölf Ausgaben im Jahr. Es werden Arbeiten veröffentlicht, die sich mit Fragestellungen zum Thema klinische Studien beschäftigen.
Der Impact Factor lag im Jahr 2014 bei 1,935. Nach der Statistik des ISI Web of Knowledge wird das Journal mit diesem Impact Factor in der Kategorie Pharmakologie und Pharmazie an 152. Stelle von 254 Zeitschriften und in der Kategorie experimentelle & forschende Medizin an 76. Stelle von 123 Zeitschriften geführt.